# Standard siły nabywczej
Standard siły nabywczej (ang. purchasing power standard, w skrócie - PPS) – umowna waluta wykorzystywana przez Eurostat do wyrażania realnego poziomu PKB i jego składowych, eliminująca wpływ różnic w poziomach cen między państwami, województwami lub innymi jednostkami terytorialnymi. Teoretycznie za 1 PPS można kupić taką samą część określonego koszyka dóbr i usług w każdym obszarze gospodarczym. Umowny kurs PPS w walucie lokalnej ustala się na podstawie poziomu cen w danej gospodarce w relacji do uśrednionego poziomu cen w całej Unii Europejskiej. Inną umowną walutą wykorzystywaną w tych samych celach jest dolar międzynarodowy (ang. international dollar).

## Umowny kurs PPS
| 1995 | 1,4078 | 2000 | 2,1186 | 2005 | 2,2337 | 2010 | 2,3852 |
| 1996 | 1,6073 | 2001 | 2,1688 | 2006 | 2,2658 | 2011 | 2,4226 |
| 1997 | 1,7784 | 2002 | 2,1421 | 2007 | 2,2715 | 2012 | 2,3978 |
| 1998 | 1,9393 | 2003 | 2,1807 | 2008 | 2,3766 | 2013 | 2,4087 |
| 1999 | 2,0139 | 2004 | 2,2110 | 2009 | 2,4790 | 2014 | 2,4059 |